# Linda Grubben
Linda Grubben (n. 13 septembrie 1979, Comuna Stavanger, Rogaland, Norvegia) este o biatlonistă ce a reprezentat Norvegia, medaliată olimpică. A participat la 2 ediții ale Jocurilor Olimpice (2002, 2006) în care a câștigat o medalie de argint.